# Centronics

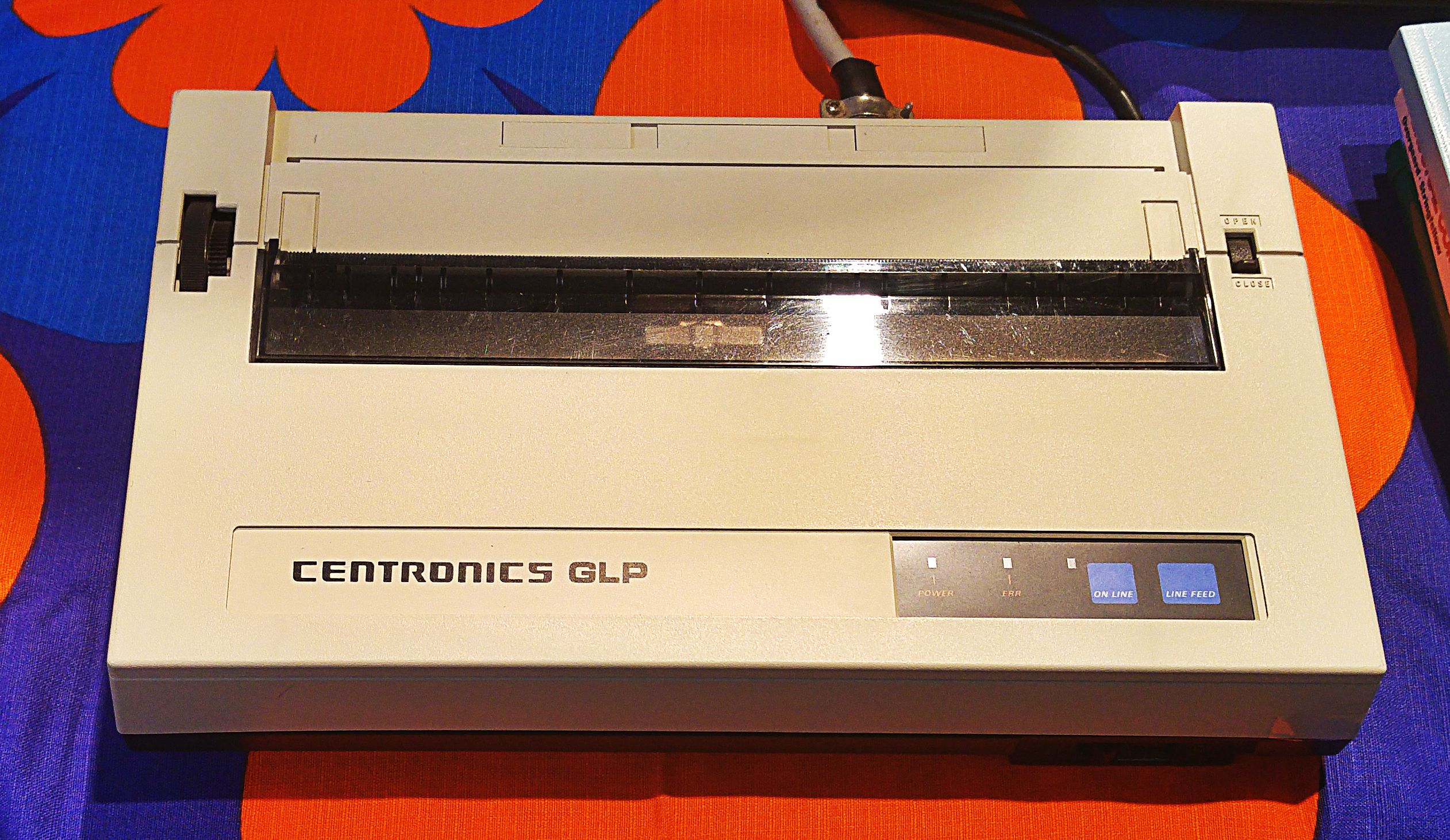
Impresora Centronics

Centronics Data Computer Corporation fue una empresa fabricante de impresoras, hoy recordada principalmente por el puerto de impresora paralelo Centronics, que lleva su nombre.

## Inicio de la historia como empresa
Centronics empezó como una división de Wang Laboratories. Fue fundada por Robert Howard (presidente) y Samuel Lang (vicepresidente). Desarrollaron impresoras para impresión de recibos y de informes de transacciones.
La Centronics Model 101 fue presentada en la National Computer Conference de 1970. La cabeza de impresión usaba un innovador sistema de impacto mediante un solenoide de siete agujas. Basándose en este diseño, Centronics proclamó más tarde haber desarrollado la primera Impresora matricial.

## La interfaz
El Dr. An Wang, Robert Howard y Prentice Robinson desarrollaron el Puerto paralelo Centronics en los laboratorios Wang Laboratories. Wang tenía un excedente de stock de 20 000 conectores de 36 pines, que originalmente se utilizaban en una de sus primeras calculadoras. Este conector se ha asociado tan estrechamente a Centronics que popularmente se conoce como “Conector Centronics”. La interfaz paralela Centronics se convirtió rápidamente en un estándar de facto. Los fabricantes usaron distintos conectores en el lado del sistema, de modo que se utilizaron una amplia gama de cables. Cuando IBM implementó la interfaz paralelo en el IBM PC, emplearon el conector DB-25 en el lado del PC, creando el ahora familiar cable paralelo con un DB-25M en un extremo y un conector de 36 pines en el otro. En 1992 HP adoptó el puerto paralelo Centronics en sus modelos de impresora e introdujo una versión bidireccional conocida como Bitronics en la LaserJet 4. En 1994 las interfaces Bitronics y Centronics fueron reemplazadas por el estándar IEEE 1284.